# Château de Takatsuki
Le château de Takatsuki (japonais : 高槻城, Takatsuki-jō) se trouve dans la ville de Takatsuki dans la préfecture d'Osaka. Pendant la période Edo, les Nagai y ont résidé en tant que fudai daimyō.

## Seigneurs de l'époque d'Edo
- À partir de 1615, une branche des Naitō, avec 40 000 koku.
- à partir de 1617, une branche des Toki, avec 20 000 koku.
- à partir de 1619, une branche des Katahara-Matsudaira, avec 20 000 koku.
- à partir de 1636, une Branche des Okabe, avec 50 000 koku.
- à partir de 1640, à nouveau, une branche des Katahara-Matsudaira, avec plus de 36 000 koku.
- à partir de 1649, une branche des Nagai, avec plus de 36 000 koku jusqu'en 1868.

## Histoire

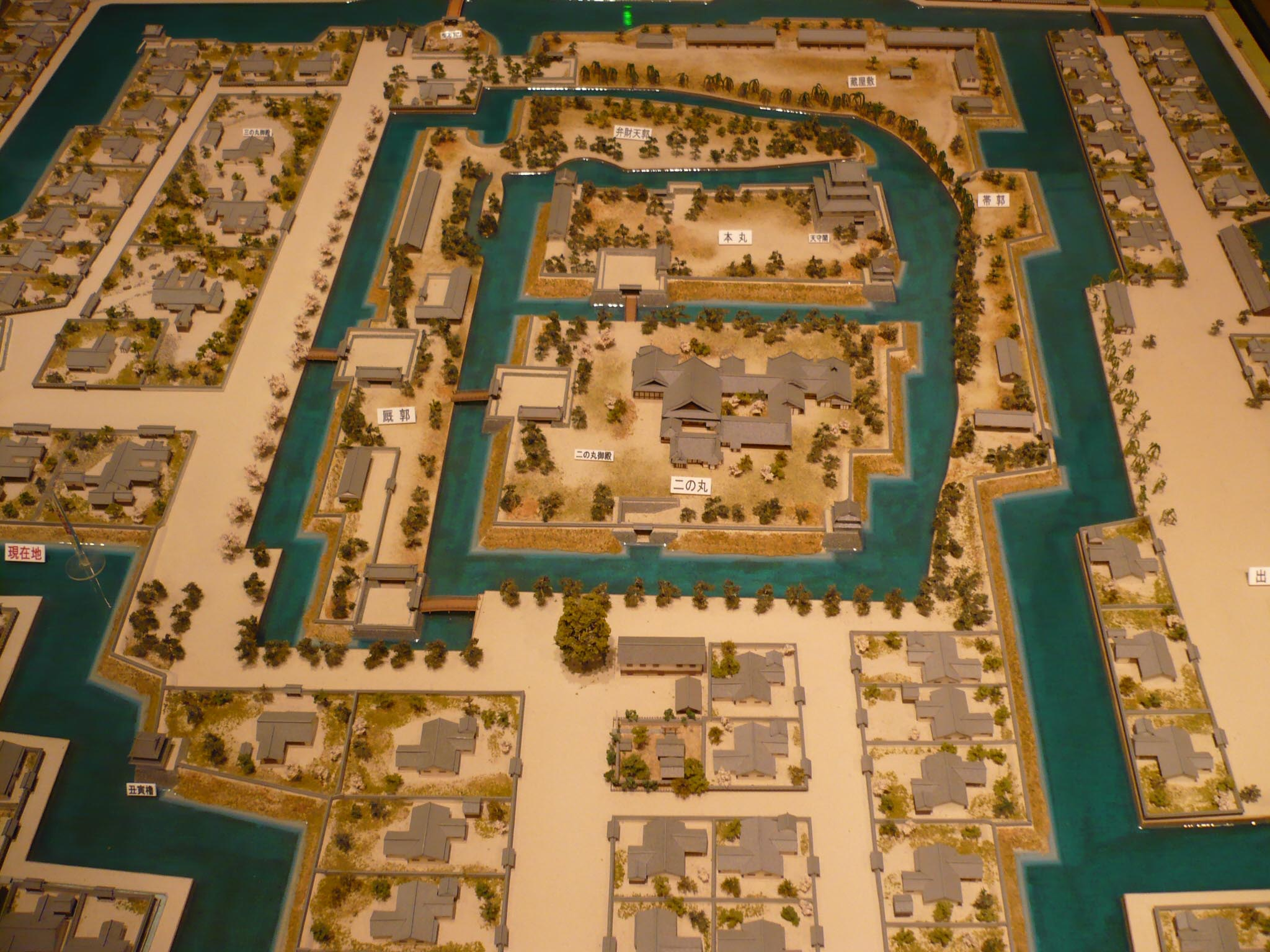
Vue d'ensemble sur le château.

Le château a été construit dans la première moitié du XVe siècle par le clan Irie (入江氏). En 1569, le grand général d'Oda Nobunaga, Ama Koremasa (和田惟正 ; 1530-1571) a attaqué Irie Harukage (入江春景) et assiégé le château. Koremasa a perdu la vie en 1571, à la bataille de Shiraikawahara ; son vassal, Takayama, avec le titre honorifique de Hida no kami (飛騨上), reçoit le château. En 1585, son fils Ukon, sur instruction de Toyotomi Hideyoshi est déplacé sur le château d'Akashi, et il régna douze ans dans cette région.
Comme Ukon fait partie des perdants de la bataille de Sekigahara en 1600, le château est tombé dans les mains des Tokugawa, qui tout d'abord s'en occupent eux-mêmes. En 1615, après la fin des Toyotomi, une branche des Naitō a ensuite reçu le château, mais, après deux ans, ils sont contraints de le quitter. Toki Sadayoshi (土岐定義 ; 1580-1619) a alors reçu l'ordre de réparer le château.
Il y eut d'autres seigneurs jusqu'en 1649, lorsqu'une branche des Nagai a repris le château. Ils en restent les seigneurs jusqu'à la restauration de Meiji en 1868.

## Installations
L'enceinte intérieure, le hon-maru (本丸) et la seconde zone, le ni-no-maru (二の丸) ont ensemble une extension est-ouest de 510 m et nord-sud de 630 m. Elles sont entourées par le fossé intérieur (内堀, uchibori). Sur le côté est se trouve la troisième partie du château, le san-no-maru (三の丸), une zone d’entrepôts (蔵屋敷, kurayashiki) et un avant-poste, le obi-kuruwa (帯曲輪), entourés du fossé extérieur (外堀, sotobori).

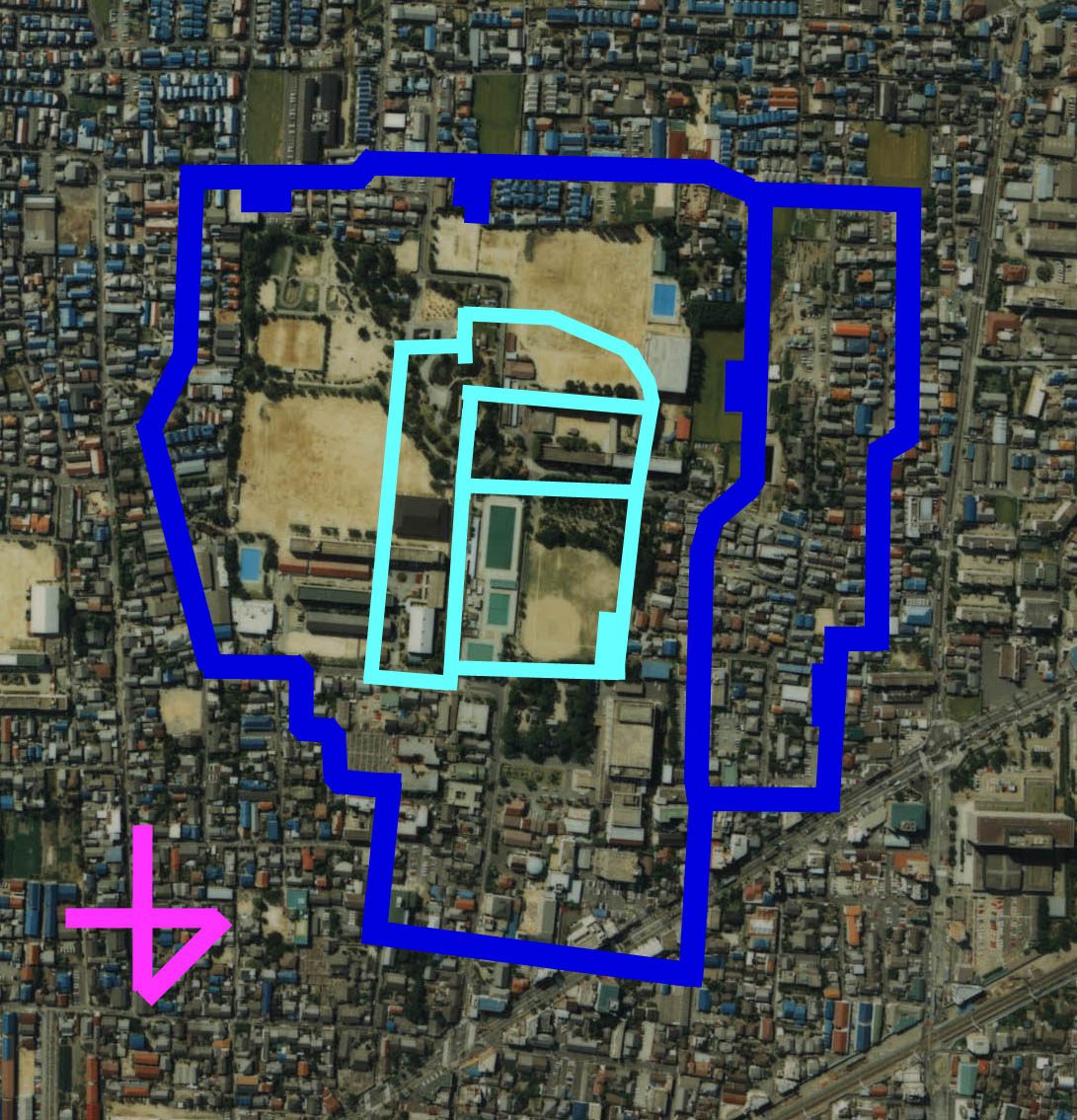
Tracé du château sur une photo aérienne.

Au début de l'époque Meiji, les bâtiments du château ont été démolis, et une partie des pierres a été utilisée, à partir de 1874, pour la construction de la ligne de chemin de fer entre Kyoto et Osaka. Deux écoles et un terrain de baseball ont été construits à son emplacement. À partir de 1974, des analyses de sol ont été effectuées et la base de la tour du château (天守閣, tenshukaku) a été étudiée. On trouve aussi à son emplacement le musée d'histoire locale de la ville de Takatsuki (高槻市立歴史民俗資料館, Takatsuki shiritsu rekishi minzoku shiryokan), ainsi qu'un parc public (高槻城跡公園, Takatsuki shiroato kōen).

## Images

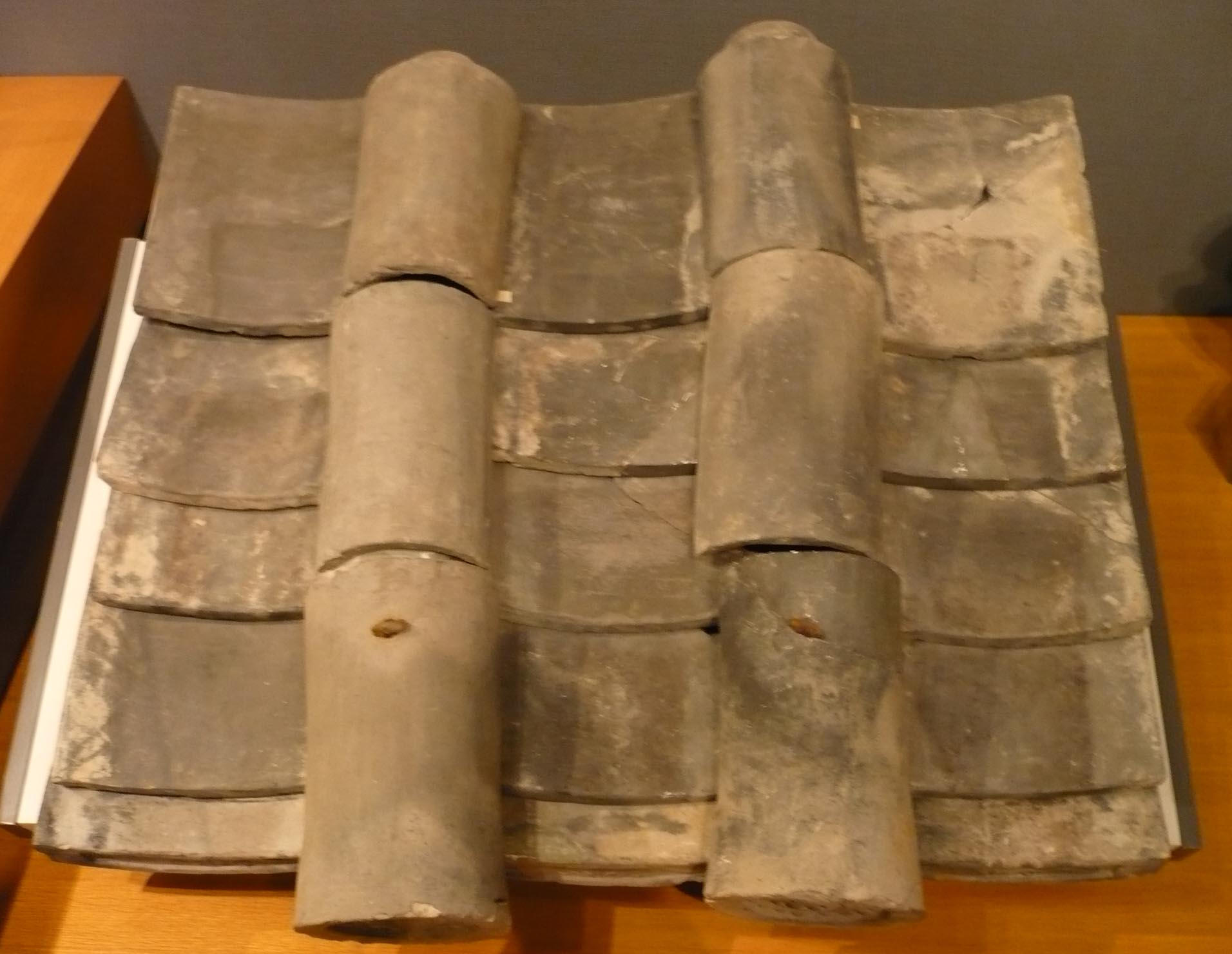
Tuiles du château.
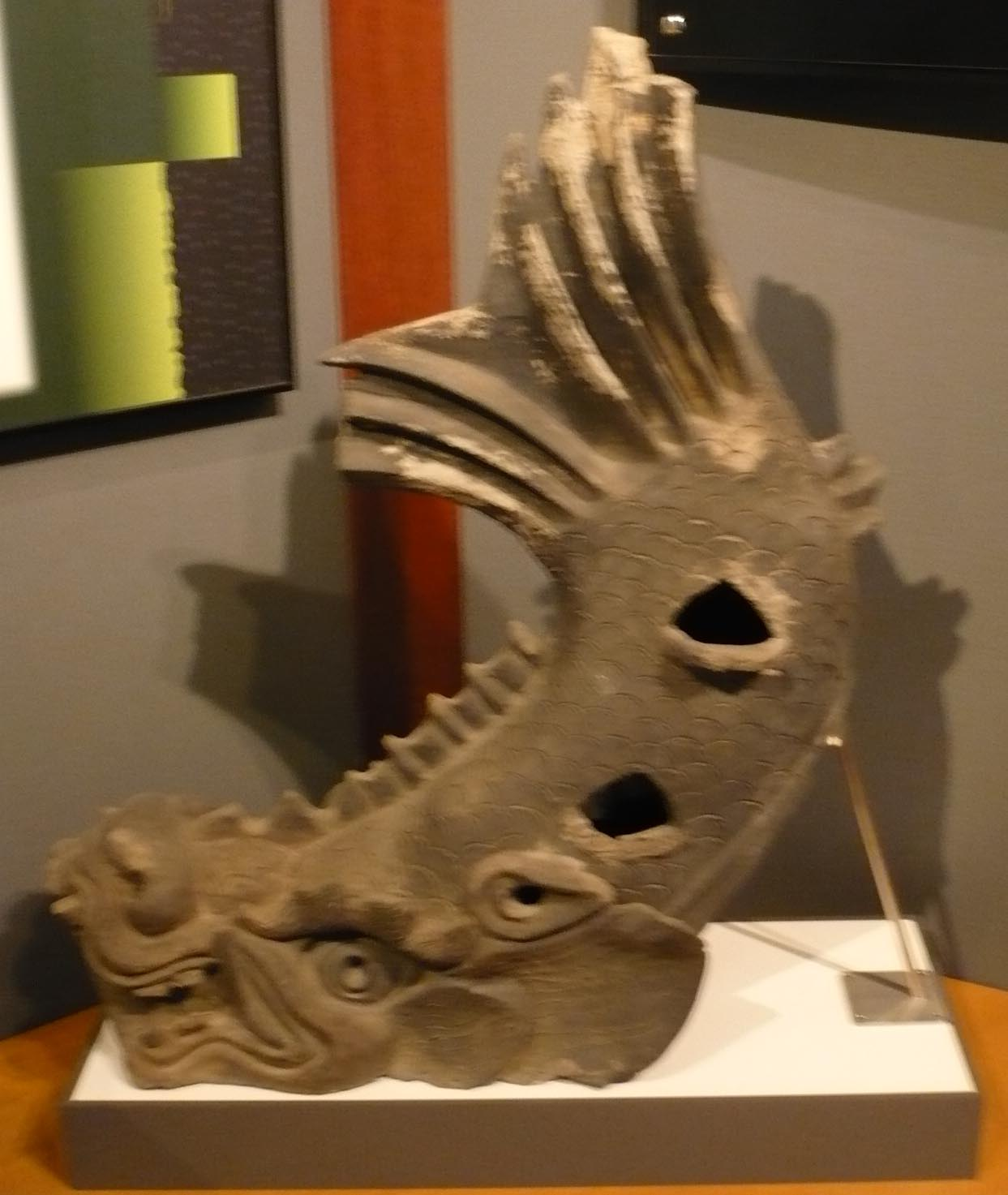
Ornements de toiture.
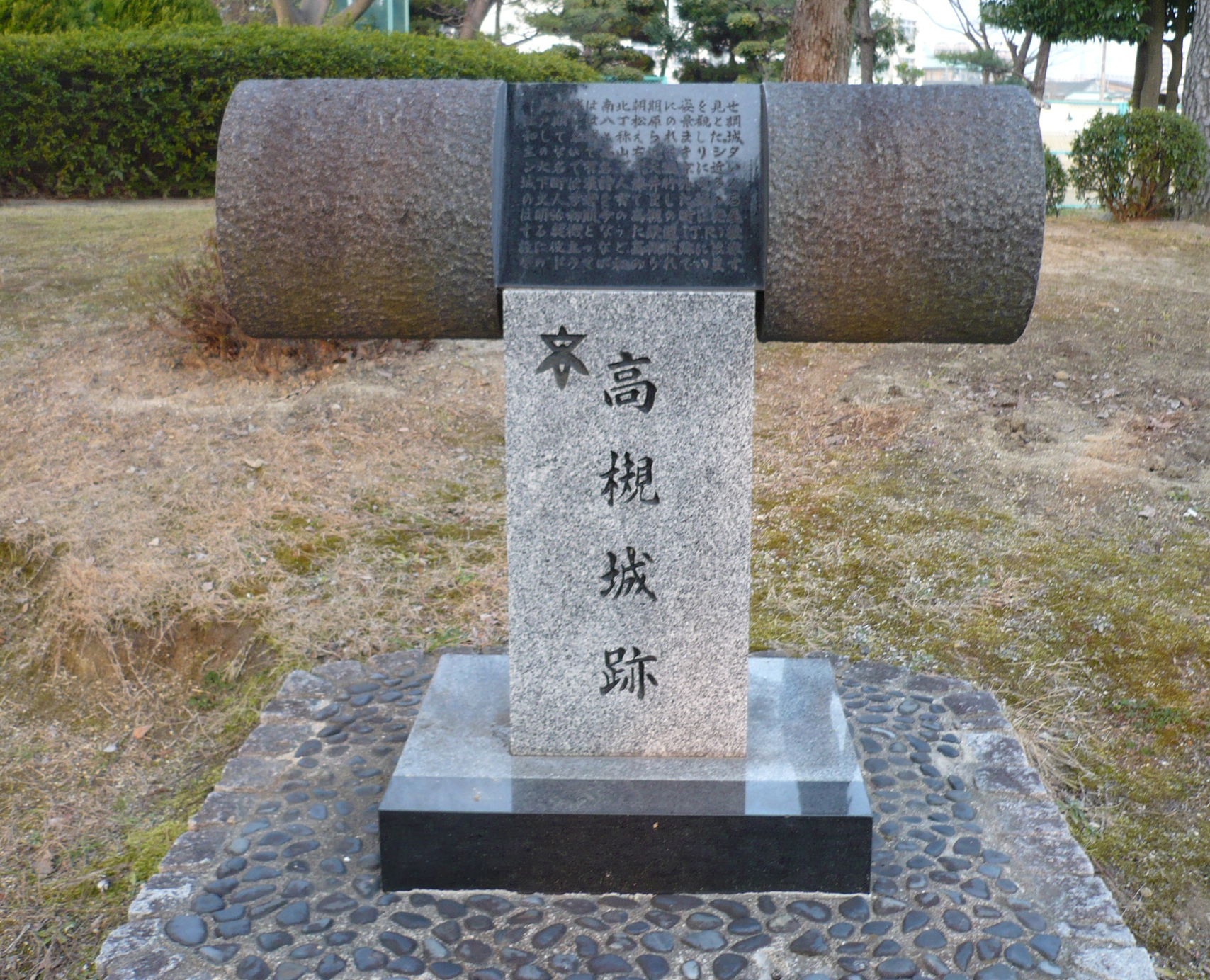
Monument commémoratif.